# Misha Glenny
Michael V. E. "Misha" Glenny (nacido el 25 de abril de 1958) es un periodista británico, especializado en el sudeste de Europa, el crimen organizado global y la ciberseguridad. Glenny es multilingüe.

## Biografía
Glenny nace en Kensington, Londres, es hijo de Juliet Mary Crum y Michael Glenny, un académico experto en estudios sobre Rusia. Glenny ha descrito su ascendencia como "tres cuartos anglo-celta y un cuarto judío".
Se educa en la Magdalen College School de Oxford y estudia en la Universidad de Bristol y en la Universidad Carolina de Praga, antes de convertirse en corresponsal en Europa Central de The Guardian y más tarde de la BBC. Se especializa en informar sobre las guerras yugoslavas a principios de la década de 1990 que siguieron a la desintegración de Yugoslavia. Mientras estuvo en la BBC, Glenny ganó el Sony Gold Award de 1993, por su "contribución sobresaliente a la radio y televisión". Ha publicado tres libros sobre Europa Central y Europa del Este.
En McMafia (2008), escribe que el crimen organizado internacional podría representar el 15% del PIB mundial. Glenny asesora a los gobiernos de EE. UU. y a algunos europeos, sobre cuestiones de política y durante tres años dirige una ONG que ayuda con la reconstrucción de Serbia, Macedonia del Norte y Kosovo. Glenny aparece en la película documental de 2011, Raw Opium: Pain, Pleasure, Profits (Opio crudo: dolor, placer, ganancias).
Los libros posteriores de Glenny continúan su línea temática enfocada en el crimen internacional. DarkMarket (Mercado negro) de 2011, en el cual aborda el delito cibernético y las actividades de los piratas informáticos involucrados en phishing y otras actividades. Nemesis: One Man and the Battle for Rio (Némesis: un hombre y la batalla por Río) de 2015 sobre el narcotraficante brasileño Antônio Francisco Bonfim Lopes (conocido como "Nem") en Rocinha ("ranchito" o pequeña granja en portugués), la favela.
Desde enero de 2012, Glenny es profesor visitante en el Instituto Harriman de la Universidad de Columbia, donde imparte un curso sobre "crimen en transición". En una entrevista en octubre de 2011, también habla sobre su nuevo libro, DarkMarket, analizando a cibercriminales junto con el psicólogo Simon Baron-Cohen en Cambridge, y el ciberataque de Stuxnet que resultó en una atención "a puño limpio" de los gobiernos, además de otros ataques cibernéticos más recientes.
Glenny es productor ejecutivo de la serie dramática en ocho capítulos de BBC One, McMafia, inspirada en su libro de no ficción del mismo nombre de 2008. La serie es transmitida en Latinoamérica por el canal de suscripción AXN.

El director James Watkins en el set de la serie McMafia con los actores James Norton y David Strathairn

## Vida personal
Glenny está casado con la periodista y locutora británica Kirsty Lang y tiene tres hijos, dos de su primer matrimonio (su hija se suicidó en 2014), y uno de Lang..

## Publicaciones
- The Rebirth Of History: Eastern Europe in the Age of Democracy - El renacimiento de la historia: Europa del Este en la era de la democracia (1991)
- The Fall of Yugoslavia: The Third Balkan War - La caída de Yugoslavia: la tercera guerra de los Balcanes (1992)
- The Balkans: Nationalism, War and the Great Powers, 1804–1999 - Los Balcanes: nacionalismo, guerra y las grandes potencias, 1804–1999 (1999) ISBN 978-1-77089-273-6
- McMafia: A Journey Through the Global Criminal Underworld - McMafia: un viaje a través del inframundo criminal global (2008)
- DarkMarket: Cyberthieves, Cybercops and You - Mercado negro: ciberladrones, ciberpolicías y tú (2011)
- Nemesis: One Man and the Battle for Rio - Némesis: un hombre y la batalla por Río (2015)